# マルクス・ボット
マルクス・ボット（Markus Bott、1962年1月13日 - ）は、ドイツの元プロボクサー。プフォルツハイム出身。元WBO世界クルーザー級王者。

## 来歴
1984年ロサンゼルスオリンピックにライトヘビー級で出場したが初戦で今大会金メダリストのアントン・ヨシポビッチに1-4の判定負けを喫し敗退した。
1985年ブダペストで行われたヨーロッパアマチュアボクシング選手権に出場し銀メダルを獲得した。
1988年ソウルオリンピックに出場。初戦は3回レフェリーストップ勝ちを収めたが、2回戦は今大会銀メダルを獲得するヌラムゴームド・シャナバゾフに0-5の判定負けを喫し敗退した。その後プロに転向した。
1989年6月30日、ボットはプロデビューを果たし6回判定勝ちを収め白星でデビューを飾った。
1989年12月16日、レニイー・ハワードと対戦し2回TKO勝ちを収めた。
1990年2月16日、元WBC世界ライトヘビー級王者のマシュー・サード・ムハマドと対戦し3回TKO勝ちを収めた。
1990年6月1日、BDBヘビー級王者マンフレド・ジャスマンと対戦し10回判定勝ちを収め王座獲得に成功した。
1990年12月14日、後のWBO世界クルーザー級王者のジョニー・ネルソンとEBUヨーロッパクルーザー級王座決定戦を行い12回TKO負けを喫し王座獲得に失敗した。
1991年5月3日、後のWBO世界クルーザー級王者ラルフ・ロッシジャーニと対戦し10回判定勝ちを収めBDB王座初防衛に成功した。
1993年2月13日、ハンブルクのスポッザーレでWBO世界クルーザー級王者タイロン・ブーズと対戦し12回3-0(117-113、2者が117-112)の判定勝ちを収め王座獲得に成功した。
1993年6月26日、ネストル・ジョバンニーニとスポッザーレで対戦し12回1-2(2者が113-114、114-113)の判定負けを喫し初防衛に失敗し王座から陥落した。
1993年11月20日、WBO世界クルーザー級王者ネストル・ジョバンニーニとスポッザーレで再戦し12回0-3(109-118、2者が110-117)の判定負けを喫し5ヶ月ぶりの王座返り咲きに失敗した。この試合で1回目の引退を表明した。
1998年3月7日、ゾルト・ジャンコと対戦し3回TKO勝ちを収めた。
1998年5月5日、リー・マヌエル・オッシーと対戦し9回TKO負けを喫した試合を最後に現役を引退した。

## 獲得タイトル
- BDBヘビー級王座
- WBO世界クルーザー級王座